# Minería de bitcoin
Se conoce como minería, minado o extracción de bitcoins a la generación de nuevos bloques para la red Bitcoin (BTC), por analogía con la minería del oro
La construcción de la cadena de bloques se hace por medio de esta actividad, la cual permite mantener a una red peer-to-peer basada en la tecnología blockchain actualizada y segura.

## Proceso
Todos los mineros de la red compiten para ser los primeros en encontrar la solución al problema criptográfico de su bloque candidato actual, mediante un sistema de pruebas de trabajo, resolviendo un problema que requiere varios intentos repetitivos, por fuerza bruta, no determinista, de manera que se evita que mineros con gran nivel de procesamiento dejen fuera a los más pequeños. De esta forma, la frecuencia de localización de cada bloque sigue una distribución de Poisson y la probabilidad de que un minero lo encuentre depende del poder computacional con el que contribuye a la red en relación con el poder computacional de todos los nodos combinados, lo que permite que el sistema funcione de manera descentralizada. El objetivo concreto de los mineros es buscar un nonce válido para el bloque que están minando de forma que el bloque completo satisfaga cierta condición (que el doble hash SHA-256 del bloque tenga un cierto número de ceros iniciales). Este proceso de prueba-error hace difícil la generación de bloques.
Cuando un minero encuentra la solución al problema criptográfico de su bloque, lo transmite al resto de los nodos a los que está conectado. En el caso de que dicho bloque sea válido de acuerdo con las normas de consenso (la validación de la solución proporcionada por el minero es un proceso trivial y se realiza inmediatamente), dichos nodos lo agregan a la cadena y retransmiten. Este proceso se repite indefinidamente hasta que el bloque ha alcanzado todos los nodos de la red.
Para que un bloque sea válido el minero que lo produjo debe incluir como referencia en la cabecera del mismo el hash o resumen criptográfico del último bloque de la cadena más larga de la que tienen conocimiento.
La cadena de bloques contiene el historial de posesión de todas las monedas desde su emisión hasta la dirección del actual dueño.

## Rentabilidad
La rentabilidad de la minería depende en su mayoría de la recompensa del bloque, una cantidad decreciente de bitcoins que el protocolo permite a cada minero emitir cuando construye un bloque válido. Esta cantidad de bitcoins que el protocolo permite crear se reduce a la mitad cada 210 mil bloques. Otra fuente de rentabilidad para los mineros son las tarifas de transacción, recompensas asignadas por los usuarios a los mineros que incluyan sus transferencias monetarias en un bloque válido. Dado que la recompensa que el protocolo concede a los mineros por bloque disminuye con el paso del tiempo y es tendiente a cero, en el largo plazo la rentabilidad de la minería pasará a depender cada vez más de las tarifas de transacción.

## Dificultad de minado
El protocolo de la red bitcoin está diseñado con el objetivo que en promedio transcurran alrededor de 10 minutos entre los bloques minados independientemente de cuánto trabaje la red. Para lograr esto la variable conocida como «dificultad» debe actualizarse de forma que los futuros bloques requieran condiciones más o menos estrictas en función a esta meta. Para calcular el nuevo valor de la dificultad se mide el tiempo que se tardó en encontrar los últimos 2016 bloques y se compara con el tiempo de 20160 minutos. Se calcula de este modo la relación entre el intervalo de tiempo real y el intervalo de tiempo y se realiza el ajuste correspondiente.
Al ser la red Bitcoin una red descentralizada de nodos, la reasignación de la dificultad se produce de forma automática. El reajuste de dificultad ocurre cada 2016 bloques.
Para evitar la volatilidad extrema en la dificultad, el ajuste de reasignación de la dificultad como máximo puede ampliarse en cada ciclo de 2016 bloques por un factor de cuatro. Por ello, si se da el caso de que la dificultad requerida durante un ciclo es mayor que un factor de cuatro, se ajustará por el máximo, pero nunca más. Cualquier otro ajuste se llevará a cabo en el próximo ciclo. Esto evita la volatilidad extrema en la dificultad, pero como consecuencia, provoca también que las grandes discrepancias entre el poder de hash y la dificultad puedan tardar varios ciclos en equilibrarse.
En la dificultad actual, la posibilidad de que un hash tenga éxito es un poco menos de uno de cada {\displaystyle 10^{19}}. Para medir la capacidad de un equipo para generar hashes o resúmenes de los datos, se utiliza la medida hash/segundo.

## Efectos medioambientales
El impacto al medio ambiente del Bitcoin, es significativo. La minería de Bitcoin, el proceso mediante el cual se crean bitcoins y se finalizan las transacciones, consume energía y genera emisiones de carbono, ya que aproximadamente la mitad de la electricidad utilizada en 2021 se generó a través de combustibles fósiles. Además, los bitcoins se extraen en hardware informático especializado con una vida útil corta, lo que genera desechos electrónicos. La cantidad de desechos electrónicos generados por la minería de bitcoins es comparable a la generada por los Países Bajos. Los académicos sostienen que la minería de bitcoins podría respaldar el desarrollo de energías renovables al utilizar el excedente de electricidad eólica y solar. El impacto ambiental de Bitcoin ha atraído la atención de los reguladores, lo que ha dado lugar a incentivos o restricciones en varias jurisdicciones.

## Minería colaborativa
Debido a la dificultad creciente de los protocolos de minado y la baja rentabilidad de la minería en solitario, en la actualidad la minería de bitcoin normalmente se realiza a través de fondos de minería (en inglés mining pools), en los que un grupo de mineros aportan su trabajo para extraer monedas de manera colectiva y se reparten beneficios según su potencia de minado aportada. Los mineros que eligen esta alternativa se aseguran de este modo de obtener una fracción de la recompensa de cada bloque válido producido por el fondo. Esta modalidad ha desplazado prácticamente por completo a los mineros que actuaban en solitario (en inglés solo mining), los cuales podrían tardar meses o incluso años en resolver un bloque de forma  individual.
Generalmente los fondos de minería son administrados por una empresa, la cual se lleva una comisión por encontrar un bloque.
Los fondos también compiten entre ellos para intentar atraer al mayor número de mineros y mantener competitividad y rentabilidad.

## Rendimiento computacional

Dificultad relativa de minería, la escala es logarítmica.

En los primeros meses de funcionamiento de la red era posible extraer en solitario con una CPU estándar y obtener un bloque y sus 50 BTC asociados con una frecuencia relativamente alta. Posteriormente, la aparición de software de minería adaptado a tarjetas gráficas, mucho más eficiente, desplazó completamente a las CPU. La minería por GPU se fue profesionalizando, con grandes instalaciones en países con energía barata, configuraciones personalizadas realizando subidas de frecuencias de manera generalizada a los procesadores y sistemas especiales de refrigeración.
Durante el año 2013 se inició la distribución de diversas FPGA y ASIC para extraer bitcoines de manera más eficiente.
Si con la minería con CPU y tarjetas gráficas, el coste de explotación provenía fundamentalmente del gasto energético, la comercialización de equipos especializados de bajo consumo está desplazando las inversiones de los mineros hacia hardware más sofisticado, e indirectamente hacia la investigación necesaria para el desarrollo de estos productos.
En julio de 2019, la dificultad alcanzó por primera vez el valor de 9 billones, superando por primera vez los 70 exahashes por segundo de potencia de procesamiento (70 000 000 000 000 000 000 de hashes por segundo).